# Torbat-e Heydariye
Torbat-e Heydariye oder Torbat-e Heydari (persisch تربت حيدريه Torbat-e Ḩeydarīye, auch als Torbat-e Hejdari, Torbat-e-Heidari und Turbet-i-Haidari bekannt) ist die Hauptstadt des Verwaltungsbezirk Torbat-e Heidarije in der iranischen Provinz Razavi-Chorasan. 2016 hatte die Stadt ca. 140.000 Einwohner. Der Name Torbat bedeutet auf Persisch Begräbnisort, weshalb der Name der Stadt im Gesamten Begräbnisort von Heidar bedeutet. Sie wurde nach Qotboddin Heidar benannt, einem sufistischen Mystiker, dessen Grab sich im Herzen der Stadt befindet.
In der antiken Zeit war die Stadt als Zaveh bekannt, und im 19. Jahrhundert als Torbat-e Ishaq Chan bzw. Torbat-e Isa Chan – nach Ishaq Chan Qaraei, dem mächtigen und einflussreichen Chief des Qaraei-Stammes, welcher von 1801 bis 1816 als halbautonomer Gouverneur Torbat-e Hejdarije und Chaf regierte. Die Stadt befindet sich im Herzen der iranischen Provinz Chorasan. Sie ist berühmt für ihre Safran-Ländereien. Die Umgebung gilt als weltweit führendes Zentrum bei der Produktion von Safran (oder Zafaran auf Persisch).

## Bevölkerungsentwicklung
| Jahr | Einwohnerzahl |
| ---- | ------------- |
| 1991 | 081.781       |
| 1996 | 094.647       |
| 2006 | 121.300       |
| 2011 | 131.150       |
| 2016 | 140.019       |

## Klima
Das Klimaklassifizierungssystem von Köppen-Geiger klassifiziert das Klima als semiarides Klima (BSk).

## Geschichte
In der Antike war diese Stadt als Zaveh bekannt und im 19. Jahrhundert als Torbat-e Ishaq Khan oder Torbat-e Isa Chan nach Ishaq Chan Qaraei, dem mächtigen Chef der örtlichen Qarai-Türken, der als halbautonomer Gouverneur von Torbat-e Heydarieh und Khaf von 1801 bis 1816 regierte.

## Wirtschaft
Die Umgebung der Stadt ist für die Produktion von Safran bekannt.

## Persönlichkeiten
- Hassan Taftian (* 1993), Sprinter